# 吉見氏頼
吉見 氏頼（よしみ うじより）は、南北朝時代の武将。

## 略歴
北陸の北朝方勢力として南朝方の桃井直常・直信らと能登国や越中国でたびたび戦う。
観応の擾乱では足利尊氏に従属した。正平3年/貞和4年（1348年）頃、父・吉見頼隆の跡を継ぎ能登守護となり、一時の離任をはさんで正平7年/文和元年（1352年）再び復帰し、天授5年/康暦元年（1379年）まで在任する。建徳元年/応安3年（1370年）今川貞世に代わり室町幕府の引付頭人となった。